# 前川清成
前川 清成（まえかわ きよしげ、1962年12月22日 ‐ ）は、日本の政治家、弁護士。
衆議院議員（1期）、参議院議員（2期）、内閣府副大臣兼復興副大臣（野田3次改造内閣）、参議院経済産業委員長、参議院議院運営委員会筆頭理事、民主党副幹事長、民主党・民進党奈良県連代表を務めた。
学校法人龍谷大学理事を務め、学校経営にも参画した（浄土真宗本願寺派総長の推薦する学識経験者、2010年 - 2012年）。

## 来歴
奈良県橿原市に生まれる。父は大阪ガス勤務、母は学校給食調理員。
関西大学第一高等学校を経て、関西大学法学部に進み、1985年に卒業した。大学に在学中、母の死去をきっかけに弁護士を志し、1987年に司法試験に合格。司法修習第42期を修了し、1990年に大阪弁護士会に弁護士登録。以後、経済産業省近畿経済産業局顧問弁護士（消費者相談担当）や大阪弁護士会消費者保護委員会副委員長、日本弁護士連合会評議員等を歴任し、主に消費者問題を手掛けた。
2004年、第20回参議院議員通常選挙に民主党公認で奈良県選挙区から立候補し、31万1990票を獲得して自由民主党現職の服部三男雄を破り初当選。選挙翌日の7月12日朝、近鉄大和西大寺駅前での街頭演説において公職選挙法で禁止されている当選お礼を行ったとして、辻山清の告発を受け、「司法警察員は、告訴又は告発を受けたときは、速やかにこれに関する書類及び証拠物を検察官に送付しなければならない」とする刑事訴訟法242条の規定により、通常の事務手続きとして検察庁に書類が送られた。同年11月19日、奈良地検は「公選法は当選の答礼を『言い歩く』ことを規制しているが、捜査の結果、これには当たらず、罪にならないと判断した」として、結局、公職選挙法違反には当たらなかった。
2005年9月11日の第44回衆議院議員総選挙で民主党は議席を「177」から「113」に減らし、9月12日、党代表の岡田克也は引責辞任を表明。岡田の辞任に伴う代表選挙（9月17日実施）では菅直人の推薦人に名を連ねた。
2007年9月、民主党副幹事長に就任し、鳩山由紀夫・岡田克也の両幹事長を支える。
2010年の第22回参議院議員通常選挙では、一人区で民主党が8勝21敗と苦戦する中、30万8440票を獲得して再選。
2011年、参議院経済産業委員長に就任。
2011年8月26日、菅直人首相が民主党代表辞任を正式に表明。菅の辞任に伴う代表選挙（8月29日実施）では馬淵澄夫の推薦人に名を連ねた。
2012年9月民主党代表選挙では、野田の再選を支持。野田の推薦人に名を連ねた。

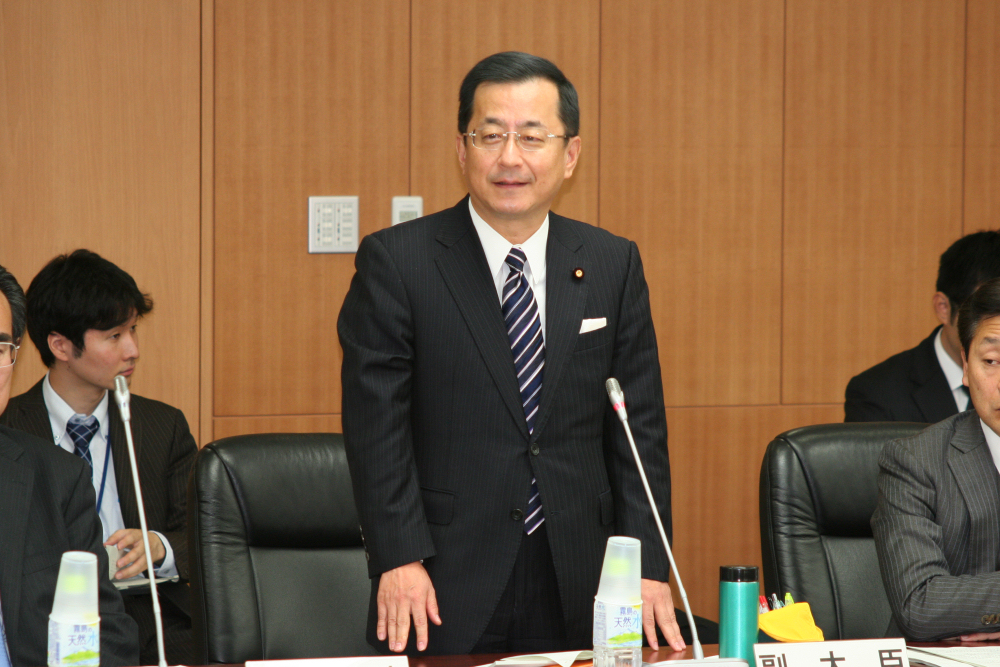
2012年11月1日、財務局長会議に出席

2012年、内閣府副大臣に就任して、金融庁・消費者庁・男女共同参画・少子化対策・障がい者政策・「新しい公共」などを担当。併せて、復興副大臣を兼務して、被災地の「二重ローン」問題を担当。
民主党の下野後、民主党次の内閣「ネクスト法務大臣」、同憲法調査会事務局長に就任。
2013年、議院運営委員会筆頭理事に就任。同年10月開会の第185回国会において、議院運営委員会委員長の岩城光英（自民党）に対する解任決議案を提出。同年12月5日の参議院本会議において、「良識の府という言葉は私たち参議院議員自らが声高に叫ぶゆえに冠される訳ではありません。あたかも審議時間を積み重ねれば足りるかのごとき審議だけで、衆議院から送付された法案を丸のみしていたならば、参議院なんか要らないとの声が国民の間に沸き起こることは必至です。」と決議案の趣旨説明を行った。
2016年、第24回参議院議員通常選挙の奈良県選挙区から野党統一候補として立候補するが自民党の佐藤啓に敗れ落選。
2017年8月、第48回衆議院議員総選挙で奈良2区から民進党公認で立候補することを表明したが、希望の党公認で奈良3区に変更された。投開票の結果、自民党の田野瀬太道に敗れ落選した。
2019年4月7日に行われた奈良県知事選挙に立候補するも、現職の荒井正吾に敗れ、次点で落選した。
2020年8月、日本維新の会に移籍。奈良県第1区支部長に就任した。
2021年10月31日、第49回衆議院議員総選挙で小選挙区では立憲民主党の馬淵澄夫に敗れ、自民党の小林茂樹に次ぐ3位に終わるも、比例近畿ブロックで比例復活し、衆議院議員に初当選を決めた。日本維新の会国会議員団総務会副会長に就任。
2022年2月26日、新型コロナウイルス陽性が判明。28日、衆議院は前川の感染を公表した。
同年3月22日、奈良地方検察庁は、2021年10月の衆院選で公示前に投票を呼びかける文書を有権者に郵送したとして、公職選挙法違反（事前運動、法定外文書頒布）の罪で前川を在宅起訴した。
2023年1月18日、奈良地裁は、罰金30万円の有罪判決を言い渡した。日本維新の会の吉村洋文共同代表は同日夜、公選法違反の罪で有罪判決を受けたことについて「潔く身を引くべきだと思う」、「地裁で有罪になったのなら、一旦は反省して身を引いてやり直させてくださいと言った方がいい」と述べた。また、判決を受けて日本維新の会奈良県総支部の代表を辞任した。前川は2023年奈良県知事選挙への立候補にも意欲を示していたが地裁判決を受け正式に断念し、このため維新は同知事選では前生駒市長の山下真を擁立することとなった（知事選で山下は当選）。7月20日には控訴審でも大阪高等裁判所より有罪判決が下った。こうしたことを受け、9月25日になり前川は最高裁判所での判決を待たずして日本維新の会の衆議院奈良1区支部長を辞すると共に、衆議院議員を辞職する意思を固めたことが明らかになり、9月26日に奈良市内で記者会見を開いて正式に議員辞職を表明した。同年10月4日に議員辞職願を提出し、細田博之議長より辞職が許可された。11月18日、最高裁は前川の上告を棄却した。

## 政策・主張

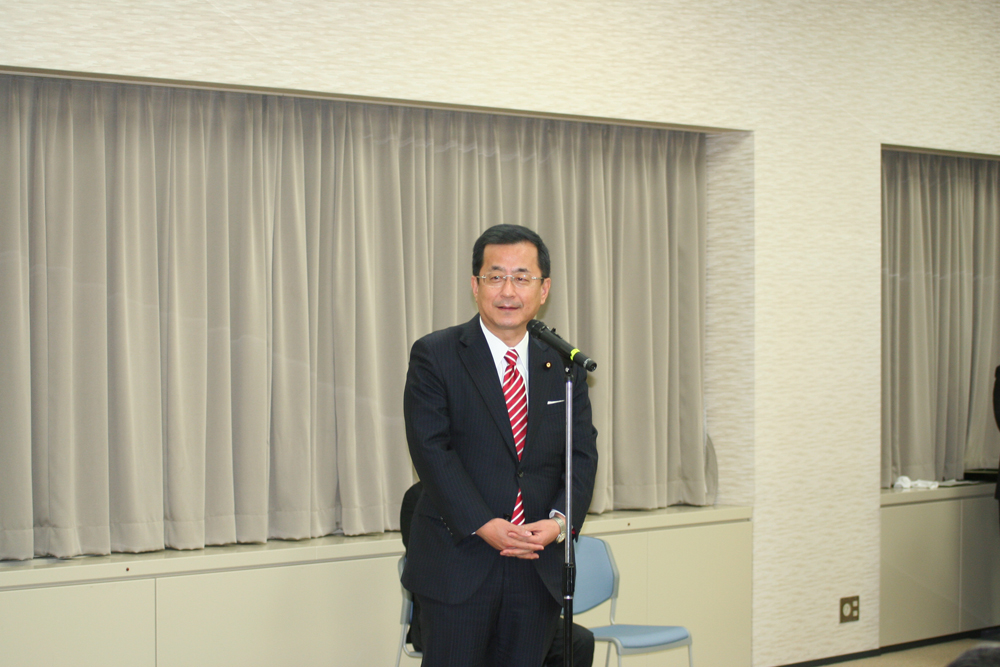
2012年11月5日、経営革新等支援機関の認定式に出席

### 多重債務対策
弁護士として15年間、消費者問題、特に多重債務問題に取り組んだ経験を踏まえ、「サラ金の金利を引き下げたい」との思いで、2004年の参議院選挙に立候補し、政治の世界へ飛び込む。当選直後から、当時の29.2％のサラ金の金利を引き下げてグレーゾーンを無くさない限り、消費者被害は根絶できないと主張して、改正貸金業法成立に尽力し、サラ金の金利引下げを実現した。さらに、内閣府副大臣（金融担当副大臣）として多重債務問題対策を担当する。また、復興副大臣として、被災地の二重ローンの問題に取り組んだ。

### 選択的夫婦別姓制度
選択的夫婦別姓制度導入に賛同しているが、2013年4月26日、非嫡出子の法定相続分差別廃止を盛り込んだ民法改正案を、選択的夫婦別姓制度と切り離して参議院に提出した。これは選択的夫婦別姓制度に関しては自民党が明確に反対を示しており、これを含めたならば国会審議に応じる見込みが立たないことから、先ずは非嫡出子の法定相続分差別廃止の廃止のみを切り離して、早期の成立を目指したことによる。選択的夫婦別姓制度導入については、「価値観が多様化していて、あるいは女性の社会的進出が顕著になっている。晩婚化の理由として、選択的な夫婦別姓が認められていないということがあると思います。」「他人の配偶者の名前がどうであろうと世間に迷惑掛けることは一切ない。公益を害することがないのである以上、法制審の答申にある以上、一日も早く選択的夫婦別姓の採用に踏み切るべき」と述べている。

### 婚外子差別撤廃
婚外子差別の撤廃に賛成する。2013年11月21日に、出生届への記載事項から嫡出・非嫡出の別を削除する旨の戸籍法改正案を野党共同で参議院に提出している。「『嫡』という字は辞書を引くと『正しい』とか『正統』という意味だが、自分が生まれたことについて何ら責任を負わない非嫡出子に対して『正統ではない子』というレッテルを貼ることが本当に許されるのか」と述べている。

### 冤罪
「冤罪という最大の人権侵害を撲滅するために、その温床となる密室での取り調べにメスを入れなければならない」と発言し、2007年12月と2009年4月に取り調べ可視化法案（刑事訴訟法の一部を改正する法律案）を議員立法として参議院へ提出した。そして、2008年6月と2009年4月、参議院法務委員会で法案発議者として答弁している。

### 東日本大震災支援金等差押禁止法案
2011年3月11日の東日本大震災以降、民主党復興ビジョン検討チーム設立当初からチーム主査として、「二重ローン」対策の対応に取り組んでいる。8月3日、自身が震災後取り組んできた、「東日本大震災関連義援金に係る差押禁止等に関する法律案」を筆頭発議者として参議院へ提出し、参議院では8月10日に全会一致で可決、衆議院では8月23日に全会一致で可決成立した。

### 民法改正（第三者保証の禁止）を参議院で可決
2013年5月、筆頭発議者として、議員立法の民法改正（第三者保証の禁止）を参議院へ提出した。
　提出理由として「保証契約に先立って、主債務者は保証人に対して「決して迷惑はかけないから。」、「名前だけだから。」と説明することが大半であり、したがって、保証人は自らは何らの債務も負担しないと軽信したり、自ら負担する債務額を知らされていなかったり、保証契約の効果、つまりその全資産が責任財産になってしまうことの認識を欠いている場合も多い。このため、主債務者の債務不履行によって、保証人は予期していなかった債務の履行を求められ、保証人にとって極めて過酷になることも多いから」を挙げている。
法案は、2013年6月4日参議院法務委員会で趣旨説明、同月10日参考人質疑、同月11日、前川本人が答弁者となり、各党からの質疑を経て、賛成多数で可決された。同月12日、参議院本会議で賛成多数で可決された。その後、衆議院では与党が審議に応じず、継続審査となったが、次の国会会期末とともに廃案となった。
また、「本人保証の制限」に関しても、金融担当副大臣時代の2012年11月15日、日本金融通信社の講演において、「人口減少や新興国が台頭する中で日本が豊かさを保っていくには世界でオンリーワンの製品や技術を生み出していく必要がある。だが、そうした挑戦は失敗の確率も高い。そのため再チャレンジの元手さえ失うような過度な保証債務は経済成長の足を引っ張ることになる。個人的には、モラルハザードを防ぎながら経営者本人保証も制限していくことも必要だと考えている」と述べ、本人保証についても制限をすべきとの立場を明確にしている。

### 議員立法を起案、提出
民主党の法務担当責任者として、2013年通常国会において、民法改正（非嫡出子の法定相続分差別の廃止）や司法試験法改正、取り調べの可視化法案等など、議員立法の起案に携わった。また、オリンパス事件などが起こり、日本企業の会計が不明朗だと世界市場での信頼を失ったとして、2014年4月に、上場会社では社外取締役の選任を義務付ける、会社法改正案を参議院へ提出した。同年5月の参議院法務委員会で法案発議者として答弁した。

### 憲法
憲法96条
民主党機関誌「プレス民主」（以下概要）において、「憲法は不磨の大典ではないが、憲法改正を議論するに際して肝要なことは、国家権力による人権侵害を抑止し、国民の自由や平等を保障するために「憲法」が存在し、憲法が国家権力を制限することによって国民の自由や平等を保障しようとする以上、その改正は法律（過半数）よりも厳格な手続に由らなければならないことは論理的な帰結である。」とし、憲法96条の過半数への改正に反対を表明していた。
憲法改正
民主党・民進党時代は護憲派の立場をとり、2016年の第24回参議院議員通常選挙で前川は日本共産党の演説会に出席し、おおさか維新の会（現・日本維新の会）を「与党の補完勢力」とした上で、「改憲勢力に負けるわけにいかない。なんとしても勝たなければならない」と護憲の姿勢を強調していた。しかし、希望の党に合流した2017年の第48回衆議院議員総選挙では憲法改正について「どちらかと言えば賛成」と回答。維新から立候補した第49回衆議院議員総選挙でも憲法改正に賛成と回答している。

## 所属団体・議員連盟

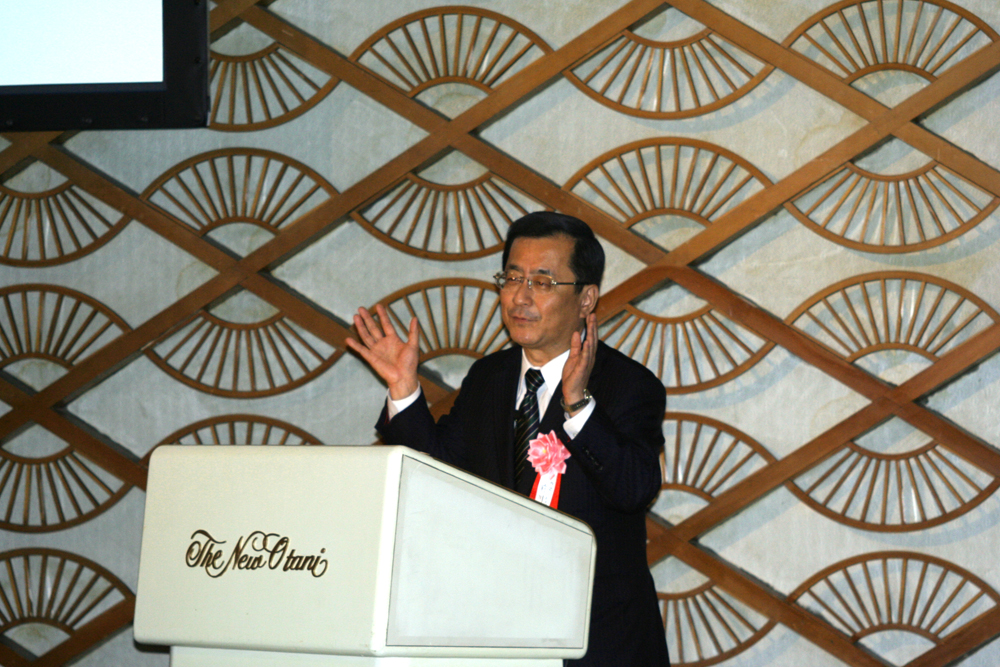
2012年11月15日、ホテルニューオータニにて特別国際金融セミナーに出席

- 党建設労働議員懇談会
- 党公営競技政策議員懇談会
- 党私鉄交通政策議員懇談会
- 党仏教議員連盟
- 国会がん患者と家族の会
- 党リニア中央新幹線推進議員連盟
- 明日の環境とエネルギーを考える会
- 21世紀の鉄道を考える議員フォーラム

## 不祥事

### 公職選挙法違反による有罪判決
2022年1月14日、前年10月の衆院選において公示前に選挙はがきなどが入った封書を選挙区内に住む出身大学の卒業生数十人に郵送したとして事前運動および法定外文書頒布の公職選挙法違反の疑いで、奈良地検へ書類送検された。公示前でも支援者らに選挙はがきの宛名書きを依頼することは立候補の準備行為として認められるが、県警は支援者以外の不特定多数に郵送されているとして、宛名書きの依頼を名目に投票を呼びかける事前運動にあたると判断した。一方で前川側は「選挙運動ではなく、準備行為だ」と反論し、書類送検前の毎日新聞の取材に対しては「僕だけじゃなく、各陣営がやっている」「報道されたら訴える」とも述べていた。
同年3月22日、公職選挙法違反（事前運動、法定外文書頒布）の罪で在宅起訴された。同日、大阪市で記者会見し「投票依頼の文書を配布したわけではない。日常の政治活動として合法的に認められており、立件は恣意的で差別的だ」と述べた。
前川はその後の裁判で無罪を主張したが、2023年1月18日に奈良地裁は求刑通り罰金30万円の有罪判決を言い渡した。公職選挙法の規定では罰金刑以上の確定で原則5年間公民権停止となり、議員は失職する事となるが、判決では「公民権停止期間を短縮すべき事情は見当たらない」とされた。前川は出身大学の卒業生名簿を利用し、選挙区内の2441人に選挙はがきなどを送ったことは事実と認めた一方、卒業生が「選挙活動への支援を期待できる人たち」のため、公職選挙法が禁じる「不特定多数への投票の呼び掛け」には該当しないと訴えていた。しかし、卒業生名簿とは別に知人や政治活動への支援者などの住所録が作成されており、卒業生名簿とは重複しないよう管理されていたことから、奈良地裁の沢田正彦裁判長は、卒業生名簿に載っているのは「同じ大学卒業という共通点を除けば、被告と全く接点のない人」と判断。支援を期待できる人たちとは認めなかった。
前川は判決後の会見で「公民権停止は政治家にとって死刑判決。納得できない」と控訴する意向を示した。なお判決後に日本維新の会の奈良県総支部代表を辞任した。前川の判決を受けて、日本維新の会共同代表でもある吉村洋文大阪府知事は取材に応じ「潔く辞職すべき。いったんは反省して身を引き、奈良県民におわびして『やり直させてください』と伝えたほうがいい」と語った。前川は20日に控訴した。同年7月19日、大阪高裁は一審判決を支持し、前川側の控訴を棄却した。同月31日、前川は判決を不服として上告した。
しかし、2023年9月26日、奈良県庁での記者会見で衆議院議員を辞職する意向を表明した。辞職の理由として、自身が支部長を務める奈良1区での次期衆院選の維新公認候補の選定作業が遅れる事を懸念したうえで「勝てる選挙区で負けることがあってはならないと思い、身を引く決意をした」と述べている。同年10月4日に議員辞職願の提出され、辞職が許可された。これにより比例近畿ブロックの選挙会により次点者の中嶋秀樹（京都6区との重複立候補）が繰り上げ当選した。
同年11月18日、最高裁第2小法廷は前川側の上告を棄却した。罰金30万円とした一、二審判決が確定する。

### 選挙違反においての主張
2021年の衆院選で公示前に事前運動をしたとして公選法違反の罪に問われ、一・二審で有罪判決を受け、最高裁に上告中の日本維新の会の前川清成が2023年9月26日、奈良県庁の県政記者クラブで記者会見し、「次の衆院選奈良1区で日本維新の候補者が必ず勝利できるよう、いったん、身を引きたい」と述べ、議員辞職することを表明した。現在、辞職手続きについて確認中といい、「なるべく早く届け出たい」と述べた。
党県総支部の山下真代表、松尾勇臣幹事長とともに会見。前川清成は「いつ解散総選挙があってもおかしくない状況で、私が裁判を抱えていることで勝てるはずの奈良1区で維新が議席を落とすことがあってはならない」として身を引く決意をした理由を説明した。
一方、「届け出前に選挙はがきのあて名書きをお願いすることは、これまでの選挙実務においては事前運動ではないとして、当たり前として馬淵澄夫議員や、高市早苗議員、小川淳也議員（香川1区）、猪奥美里候補らが同様のお願いを行われてきた。私としては『何でやねん』という思いを禁じることはできない」と主張。今後も裁判で闘っていく覚悟を述べ、2023年9月26日付で最高裁に上告趣意書を提出したことを明らかにした。
2021年の衆院選で前川氏に投票した6万2000人の有権者に対しては、「名前を書いていただいた方々の期待にこたえられず、大変申し訳ない。心ならずも私自身が無念この上ない思いで身を引く。そのこともご斟酌いただきたい」とわびた。
2023年11月18日、最高裁第2小法廷（三浦守裁判長）は前川の上告を棄却。小法廷は、事前運動を一律禁止する公職選挙法の規定に関し、判例に基づき「明らかに合憲」と述べた。文書送付は選挙の準備行為として許容されるとした前川側の主張については判断しなかった。

## 選挙歴
| 当落 | 選挙                     | 執行日         | 年齢 | 選挙区              | 政党         | 得票数     | 得票率 | 定数 | 得票順位 /候補者数 | 政党内比例順位 /政党当選者数 |
| ---- | ------------------------ | -------------- | ---- | ------------------- | ------------ | ---------- | ------ | ---- | ------------------ | ---------------------------- |
| 当   | 第20回参議院議員通常選挙 | 2004年07月11日 | 41   | 奈良県              | 民主党       | 31万1990票 | 48.90% | 1    | 1/3                | /                            |
| 当   | 第22回参議院議員通常選挙 | 2010年07月11日 | 47   | 奈良県              | 民主党       | 30万8490票 | 47.57% | 1    | 1/3                | /                            |
| 落   | 第24回参議院議員通常選挙 | 2016年07月10日 | 53   | 奈良県              | 民進党       | 21万6361票 | 33.70% | 1    | 2/4                | /                            |
| 落   | 第48回衆議院議員総選挙   | 2017年10月22日 | 54   | 奈良3区             | 希望の党     | 5万5721票  | 28.07% | 1    | 2/3                | /                            |
| 落   | 2019年奈良県知事選挙     | 2019年4月7日   | 56   |                     | 無所属       | 17万4277票 | 32.31% | 1    | 2/3                | /                            |
| 比当 | 第49回衆議院議員総選挙   | 2021年10月31日 | 58   | 比例近畿（奈良1区） | 日本維新の会 | 6万2000票  | 25.97% | 28   | 3/3                | 8/10                         |

## 著書・主な論文

### 著書
- カードトラブルハンドブック（澤井裕関大教授らと共著）
- 裁判ウォッチング（中坊公平弁護士らと共著）
- Q＆Aカード破産解決法（小松陽一郎弁護士らと共著）
- 消費者被害救済の上手な対処法（小谷寛子弁護士らと共著）
- 書式・個人破産・手形小切手訴訟の実務（木村達也弁護士らと共著）
- 個人債務者再生手続・実務解説Q＆A（木村達也弁護士らと共著）
- 書式・個人再生の実務（尾川雅清弁護士らと共著）

### 主な論文
- 法曹人口論－弁護士人口問題（法友65号・1995年7月）
- 法曹人口誌上討論（大阪弁護士会報202号・1995年12月）
- 高利の商工ローン規制を急げ（朝日新聞・論壇1998年8月）
- 自己破産10万人時代の法律扶助制度（法律扶助だより62号・1998年11月）
- 年金担保の違法性（2000年クレサラ白書・2000年10月）
- ヤミ金問題における銀行の責任（消費者法ニュース2003年1月号）
- サラ金上限金利引き下げに向けた取り組み（市民政策2007年2月号）
- 憲法96条－憲法改正の要件－（プレス民主309号・2013年8月16日号）
- 第三者保証を制限するための議員立法（消費者法ニュース2013年10月号）

## 発言
- 「民主党が目指して来た3年間は絶対に正しかったはずです」（2012年11月9日、自身のTwitter）[54]